# Boyfriend (группа)
Boyfriend (кор. 보이프렌드) — южнокорейская музыкальная группа (бой-бэнд) из 6 человек.
Группа была создана агентством по поиску талантов Starship Entertainment — создателем гёрл-группы SISTAR.
Бой-бэнд дебютировал 26 мая 2011 года на музыкальном шоу «Music Bank» с синглом «Boyfriend». 17 мая 2019 года бой-бэнд был расформирован.

## История

### 2011: Образование и дебют
Starship Entertainment, под чьим руководством находится группа SISTAR и известный соло-исполнитель K.Will в марте 2011 года объявили о дебюте боиз-бэнда.
Перед официальным дебютом, молодые люди успели появиться на различных выступлениях K.Will в январе 2011 года.
Лейблу удалось серьезно заинтересовать зрителей, когда они объявили, что в составе новой группы будут братья-близнецы как две капли воды похожие друг на друга.
Официальный дебют группы состоялся 26 мая 2011 года с синглом «Boyfriend». В тот же день Boyfriend выступили на музыкальном шоу «Music Bank».
Но критики были недовольны номером и группе пришлось переделать хореографию и только потом продолжить промоушен. Следом, Boyfriend выступили со вторым треком «You & I», который получил поддержки больше предыдущего.
28 сентября Boyfriend возвращаются на музыкальную сцену со вторым синглом «Don’t Touch My Girl». Второй сингл отличался по визуальной концепции молодых людей. Если в «Boyfriend» они были милые, то в «Don’t Touch My Girl» образ был серьезнее.
И 8 декабря Boyfriend выпускают третий сингл «I’ll Be There».
Но на этом деятельность не закончилась. Starship Entertainment решили выпустить рождественский сингл и клип при участии своих артистов (SISTAR , K.Will и Boyfriend). Сингл назвали «Pink Romance».

### 2012: Продвижение в Японии и яркий камбэк
В 2012 году группа подписала контракт с Being Group и началась подготовка к японскому дебюту. 6 июня вышел первый сингл «We Are Boyfriend». Молодые люди провели встречу с фанатами showcase в Nippon Budokan.
По завершении японского промоушена, 14 июня Boyfriend выпустили корейский мини-альбом «Love Style» .
Чередуя деятельность в Корее и Японии, следом Boyfriend выпустили второй японский сингл «Be My Shine ~ Kimi wo Hanasanai ~» . И 28 ноября вышел третий японский сингл «Dance Dance Dance with You / MY LADY ~A Lover in Winter~».
В 2012 году группа демонстрировала яркий, юношеский образ «мальчиков-цветочков». И с каждой новой работой этот образ все больше закреплялся за ними.
Но все изменилось с релизом первого корейского альбома Boyfriend. «Janus» вышел 8 ноября и привлек много внимания к группе.
Поэкспериментировав с музыкальными стилями и внешними образами, Boyfriend показали яркую работу (альбом и клип на заглавный трек в том числе).
С 22 — 24 декабря группа провела пять шоу-концертов под названием «Love Communication 2012 ~XMASS BELL~» перед 12.500 фанатами на сцене Tokyo Dome City Hall, Токио, Япония.
В конце декабря стало известно, что группа примет участие в популярном корейском шоу канала KBS «Hello Baby! / Привет, малыш!»
Как и в прошлом году, Starship Entertainment проводили 2012 год совместным, рождественским синглом и клипом под названием «White Love». Главную роль в клипе сыграли Jeong Min и тринадцатилетняя участница первого сезона «K-pop STAR», Huh Ji Won.

### 2013—2014
Начало 2013 года Boyfriend решили встретить с выпуском переизданного альбома «Janus».
В новый альбом под названием The 1st Album Repackage «I Yah» вошли два новых трека. Группа так же представила клип на заглавный трек «I Yah», придерживаясь образов ярких и горячих молодых людей как и в клипе «Janus».
27 марта группа представила новый японский сингл «Hitomi no Melody» и клип на одноименный заглавный трек. Boyfriend удалось дебютировать на четвёртой строчке национального музыкального чарта Oricon с этим треком.
Группа продолжает развиваться на японском музыкальном рынке, и 29 марта 2014 года Boyfriend выпускают новый сингл «My Avatar».
В мае 2014 года у группы состоялся релиз очередного японского сингла «Start Up».
«Obsession» — второй мини-альбом Boyfriend, релиз состоялся 9 июня — демонстрирует новое звучание мальчиков-цветочков, а клип на одноименный заглавный трек демонстрирует зрителям новый образ молодых людей.
К мини-альбому «Obsession» вышло два клипа: на одноименный заглавный трек и на красивую балладу «Alarm».
1 октября 2014 года были представлены концепт-фотографии, на которых ребята изображены в красных плащах с капюшонами. Мрачный макияж сделал образы парней еще более таинственными. 13 октября состоялся релиз нового мини-альбом «Witch», с одноименным заглавным треком, а 11 ноября Boyfriend выиграли свою первую награду на музыкальном шоу.
23 ноября состоялся первый сольный концерт «BEWITCH» Boyfriend в Сеуле в Olympic Hall.

### 2015—2016
6 марта группа выпустила клип «BOUNCE» к своему камбэку с мини-альбомом «BOYFRIEND in Wonderland», который поступил в продажу 9 марта.
Альбом BOYFRIEND in Wonderland дебютировал на 2 месте в корейском чарте (неделя 8—14 марта 2015 года).
Также в 2015 году BOYFRIEND провели свой первый мировой тур, посетив такие страны, как Бразилия, Аргентина, Боливия и Мексика, а также Финляндия, Россия и Франция. 
4 мая 2016 года агентство Starship Entertainment в социальных сетях выложило пост ‘2016.05.26 00:00 BOYFRIEND — To My Best Friend! COMING SOON’ с фото, а 5 мая стало известно, что группа не только проведёт фанмитинг по случаю пятилетней годовщины с дебюта Boyfriend 21 мая, но и выпустит песню-подарок для своих поклонников 26 мая. Известно также, что участник группы, Ли Чонмин, принял непосредственное участие при создании песни.
3 и 5 мая Boyfriend провели 2 специальных концерта в Осаке и Токио.
16 мая вышел тизер клипа на заглавную песню нового японского сингл-альбома группы «GLIDER», выход которого планируется на 1 июня.

## Имидж и музыкальный стиль
Как писала в марте 2015 года на своём сайте радиостанция KBS World, одна из главных притягательных черт группы — близнецы Ёнмин и Кванмин, которые ещё и похожи на бывшего участника группы SS501 певца и актёра Ким Хёнджуна. Участник группы Чонмин также похож на одного известного актёра, Ю Сынхо.

## Состав
- Донхён (кор. 동현), полн. имя: Ким Донхён (кор. 김동현, Kim Donghyun), род. 12 февраля 1989
- Хёнсон (кор. 현성), полн. имя: Сим Хёнсон (кор. 심현성, Shim Hyunseong), род. 9 июня 1993
- Чонмин (кор. 정민), полн. имя: Ли (И) Чонмин (кор. 이정민, Lee Jeongmin), род. 2 января 1994
- Ёнмин (кор. 영민), полн. имя: Чо Ёнмин (кор. 조영민, Jo Youngmin), род. 24 апреля 1995
- Кванмин (кор. 광민), полн. имя: Чо Кванмин (кор. 조광민, Jo Kwangmin), род. 24 апреля 1995
- Мину (кор. 민우), полн. имя: Но Мину (кор. 노민우, No Minwoo), род. 31 июля 1995

## Дискография
| Корейские Студийные альбомы Janus (2012) Мини-альбомы Love Style (2012) Obsession (2014) Witch (2014) Boyfriend in Wonderland (2015) Never End (2017) Adonis (2021) | Японские Студийные альбомы Seventh Mission (2013) Seventh Color (2014) Bouquet (2019) Мини-альбомы Summer (2017) |

## Фильмография
- См. статью «Boyfriend (band) § Filmography» в английском разделе.

## Премии и номинации
- См. статью «Boyfriend (band) § Awards and nominations» в английском разделе.